# Jana Uskova
Jana Viktorovna Uskova född den 28 september 1985 i Majkop, Ryssland, är en rysk handbollsspelare.

## Klubbkarriär
Uskova spelade inledningsvis för AGU-Adyif i sin hemstad i den högsta ryska ligan. Efter att ha flyttat till ligarivalen GK Rostov-Don 2006 återvände hon till AGU-Adyif 2009 där hon spelade till 2011. 
Uskova värvades av ryska  Zvezda Zvenigorod säsongen 2011-2012. Med Zvesda vann hon ryska cupen och ryska supercupen 2014. Hon nådde också finalen i EHF:s  Cupvinnarcup  2014. Sommaren 2016 anslöt vänsterbacken till ligakonkurrenten GK Kuban Krasnodar. Hennes kontrakt förlängdes  inte 2017 och hon var utan klubb. Från januari 2018-2020 spelade hon för den turkiska klubben Kastamonu BSK. Med Kastamonu vann hon det turkiska mästerskapet 2019. Året efter - 2020 - avslutade hon sin karriär.

## Landslagskarriär
Jana Uskova var med i de ryska ungdomslandslagen. Hon vann guld vid flera ungdomsmästerskap. Uskova blev först uttagen i det ryska A-landslaget 2004 av dåvarande landslagstränaren Jevgenij Trefilov. Med ryska landslaget har hon vunnit guldmedaljen vid VM 2005 i Ryssland och 2007 i Frankrike. 2006 deltog Uskova i handbolls-EM i Sverige med ryska A-landslaget, där hon tog silver med Ryssland. Hon tog också OS-silver i damernas turnering i samband med de olympiska handbollstävlingarna 2008 i Peking. Hon spelade 96 landskamper med 142 gjorda mål. Hennes sista landskamperna spelade hon troligen i EM 2014. 

## Individuella utmärkelser
- All Star Team i VM 2007 som högersexa.